# Literatura Rusi Kijowskiej

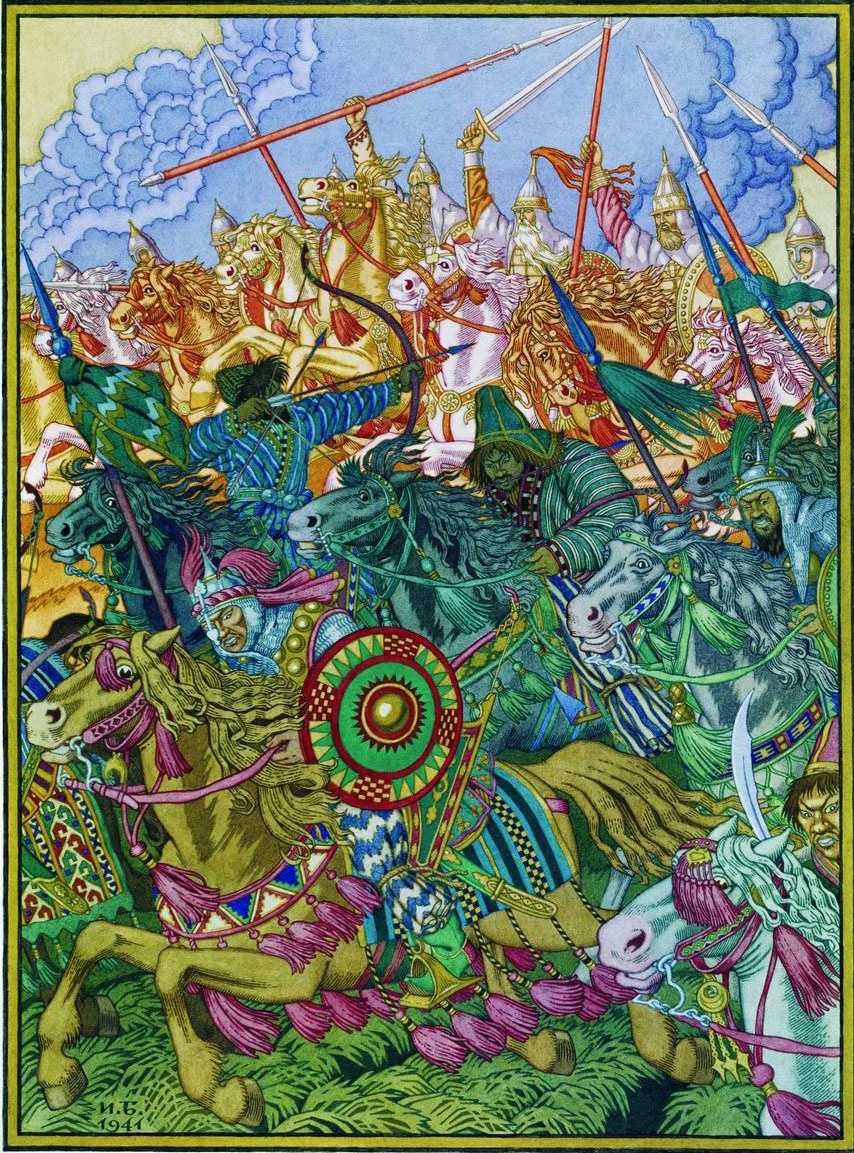
Ilustracja Iwana Bilibina do Słowa o wyprawie Igora

Pojawienie się alfabetu cyrylickiego i języka pisanego na Rusi Kijowskiej było ściśle związane z przyjęciem chrztu przez Włodzimierza Wielkiego i cały rządzony przez niego kraj. Istnieją dowody, że pismo znane było na Rusi już wcześniej, jednak dopiero po 988 rozpowszechniło się. Od tego momentu na Rusi Kijowskiej rozwija się literatura, związana w pierwszej kolejności z Kościołem. 
Znaczna część dorobku literackiego Rusi Kijowskiej to cerkiewnosłowiańskie przekłady fragmentów Biblii, tekstów liturgicznych i hagiograficznych oraz kazań. Od XI w. na Rusi zauważalna jest też oryginalna twórczość piśmiennicza, na którą składają się kazania i żywoty świętych, latopisy (kroniki), literatura ludowa (byliny i pieśni). Najważniejszym zabytkiem literatury Rusi Kijowskiej jest Słowo o wyprawie Igora, jednak jego autentyczność budzi wśród badaczy kontrowersje.

## Literatura przekładowa

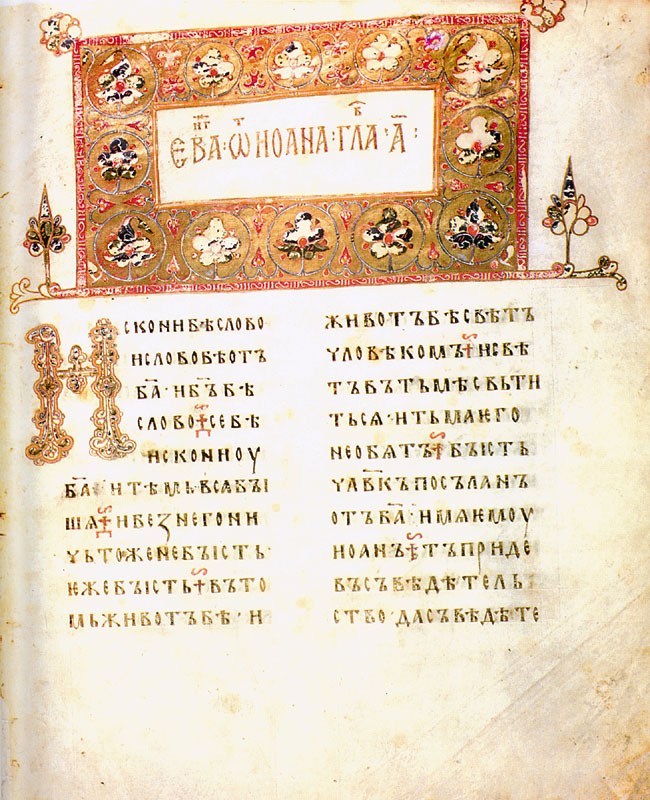
Karta z Ewangeliarza Ostromira

W pierwszych latach po chrzcie  Rusi Kijowskiej (988) w kraju tym rozwinęło się piśmiennictwo o charakterze użytkowym, związane z Kościołem. Teksty o szeroko pojętym charakterze religijnym były przenoszone na grunt ruski przez duchowieństwo wywodzące się z ziem południowosłowiańskich lub przez Greków, przy czym posługiwano się przekładami z języka greckiego na język cerkiewnosłowiański opracowanymi stulecie wcześniej w Bułgarii.
Na Rusi znane były częściowe przekłady Biblii: ewangelie (zarówno w formie pełnej, jak i w formie zbiorów fragmentów niezbędnych do odprawiania Świętej Liturgii). Najdawniejsze kodeksy zawierające pełny tekst czterech ewangelii to Ewangeliarz Archangielski datowany na 1092 oraz Ewangeliarz halicki z 1144. Datowany na lata 1056-1057 Ewangeliarz Ostromira był natomiast księgą dostosowaną do potrzeb liturgicznych. Na Rusi znane były ponadto Dzieje Apostolskie oraz listy apostołów pod ogólną nazwą Apostoł. Kodeksy z ich tekstem pełnym funkcjonowały najpóźniej od XIII w., zaś skróconym - już stulecie wcześniej. Spośród ksiąg starotestamentowych najbardziej rozpowszechniona była Księga Psalmów, wykorzystywana nie tylko w praktyce liturgicznej, ale również przechowywana w domach i używana jako księga magiczna lub zwykła lektura. Zachowały się egzemplarze Księgi Psalmów z XI w. (np. Kodeks Nowogrodzki). Odrębną grupę ksiąg religijnych funkcjonujących na Rusi stanowiły zbiory modlitw i wskazówek dotyczących odprawiania nabożeństw – służebniki, horologiony, trebniki, mineje (np. Kodeks supraski).
Znaczną popularnością cieszyły się apokryfy – tłumaczona z greckiego opowieść o Salomonie i Kitowrasie oraz powstałe już na Rusi, lecz inspirowane bizantyjskimi motywami Chożdienije Bogorodicy po mukam oraz legenda o przybyciu apostoła Andrzeja na miejsce, gdzie później powstał Kijów. Z literatury bizantyjskiej na Ruś przeszła również hagiografia – na język cerkiewnosłowiański przetłumaczono najsłynniejsze żywoty świętych wczesnochrześcijańskich jak Żywot Antoniego Wielkiego i Żywot Aleksego, człowieka bożego oraz najważniejsze pateryki – Synajski, Egipski i Rzymski. Obok żywotów świętych tłumaczono także poświęcone im hymny.
Znaczące miejsce w literaturze przekładowej miały kazania. Na Rusi Kijowskiej funkcjonowały zbiory homilii Jana Chryzostoma (cerkiewnosłowiański przekład powstał w Bułgarii w X w.), Efrema Syryjczyka, Grzegorza z Nazjanzu, Bazylego Wielkiego, Cyryla Jerozolimskiego, Atanazego Wielkiego. Na Ruś dotarły także przekłady niektórych tekstów historycznych: w XI w. przełożona została Historia wojny żydowskiej Józefa Flawiusza (na gruncie ruskim funkcjonowała jako Opowieść o zburzeniu Jerozolimy), zaś na przełomie XI-XII w. Aleksandreida.
Odrębny charakter miały zbiory sentencji i aforyzmów lub wiadomości na różne tematy. Tłumaczona z greckiego Pszczoła była zestawieniem pogrupowanych tematycznie przysłów, cytatów biblijnych, fragmentów dzieł twórców antycznych oraz rodzimych porzekadeł wybranych przez kompilatora oryginału. Fizjolog stanowił natomiast zestaw informacji o świecie przyrody, w tym szereg opisów zwierząt, także fantastycznych.
Z dzieł o tematyce czysto świeckiej szczególne miejsce w kulturze ruskiej zajmują Opowieść o mądrym Akirze, tekst pochodzenia asyryjskiego, historia mądrego doradcy jednego z tamtejszych władców oraz Dzieje Digenisowe – historia idealnego rycerza broniącego Imperium Rzymskiego przed Saracenami.

## Oryginalna literatura Rusi Kijowskiej

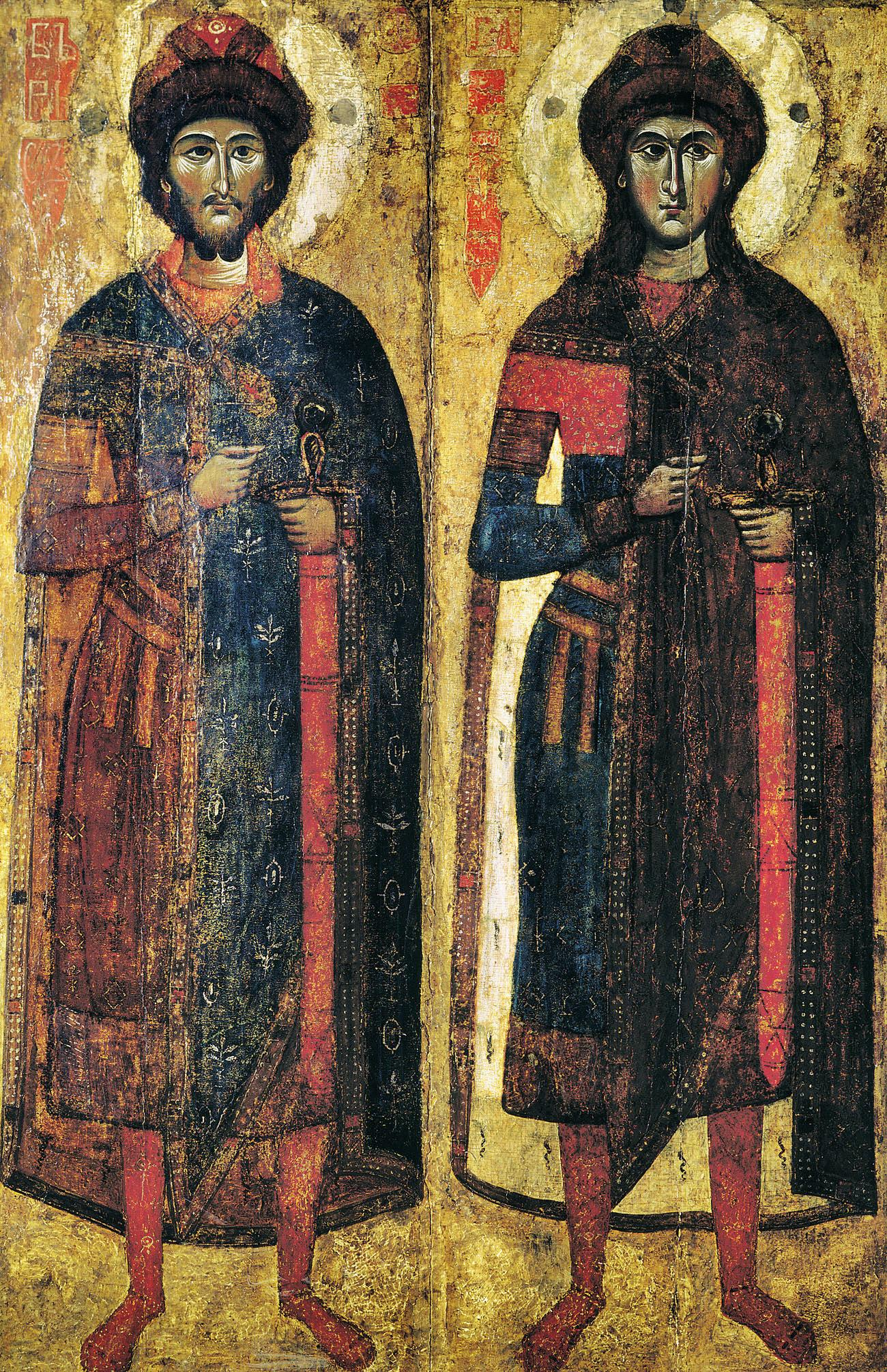
Ikona świętych książąt Borysa i Gleba

Utwory powstające na Rusi Kijowskiej związane były głównie z Kościołem i z ideologią państwa.
Szczególne znaczenie w literaturze Rusi Kijowskiej mają oryginalne kazania pisane i wygłaszane przez miejscowych hierarchów kościelnych. Kazania powstałe na Rusi można podzielić na dwie grupy: teksty proste, o silnie wyeksponowanym celu dydaktycznym, nieskomplikowane pod względem formalny oraz kunsztowne formalnie i rozbudowane homilie. Pierwszy typ reprezentują kazania Teodozjusza Pieczerskiego i biskupa nowogrodzkiego Łukasza Żydiaty, drugi - homilie metropolitów kijowskich Hilariona (Słowo o zakonie i łasce) i Klemensa Smolatycza oraz biskupa turowskiego Cyryla (Homilia na niedzielę Tomasza).
Obok żywotów świętych przekładanych z języka greckiego na Rusi zaczęła rozwijać się rodzima literatura hagiograficzna, której przykładem jest anonimowy żywot Borysa i Gleba z końca XI w. Najpóźniej w XII w. powstał Żywot Teodozjusza Pieczerskiego, zaś w XIII w. zbiór żywotów mnichów związanych z Monasterem Kijowsko-Peczerskim – Pateryk Kijowsko-Pieczerski.
Równolegle z tekstami oryginalnymi na Rusi funkcjonowały kompilacje ruskich i bizantyjskich żywotów.
Na mniejszą skalę w literaturze ruskiej reprezentowany był gatunek opowieści o podróżach (chożdienije). Najstarszym zabytkiem reprezentującym ten gatunek jest Wędrówka ihumena jednego z klasztorów ruskich, Daniela – opis pobytu w Palestynie z XII w.
Charakterystycznym rodzajem piśmiennictwa ruskiego były kroniki (latopisy), z których najważniejszą jest Powieść minionych lat (Powieść doroczna). Chociaż ich autorami byli z reguły mnisi, teksty te mają charakter raczej historyczny niż religijny; jasno ukazują najważniejsze problemy polityczne Rusi, podają wiele szczegółów, realistycznie ujmują opisywane wydarzenia.
Szczególne miejsce w literaturze Rusi Kijowskiej zajmuje Słowo o wyprawie Igora, którego oryginalność i faktyczny czas powstania nadal budzą kontrowersje. Tematem utworu jest nieudana kampania księcia Igora Światosławowicza przeciwko Połowcom, dzieło przedstawia przebieg decydującej bitwy, przedstawia reakcje wielkiego księcia na wieść o klęsce, rozpacz żony Igora, wreszcie ucieczkę tytułowego bohatera z niewoli i powrót do swojego księstwa. Autor tekstu jest nieznany.

## Literatura ustna i folklor

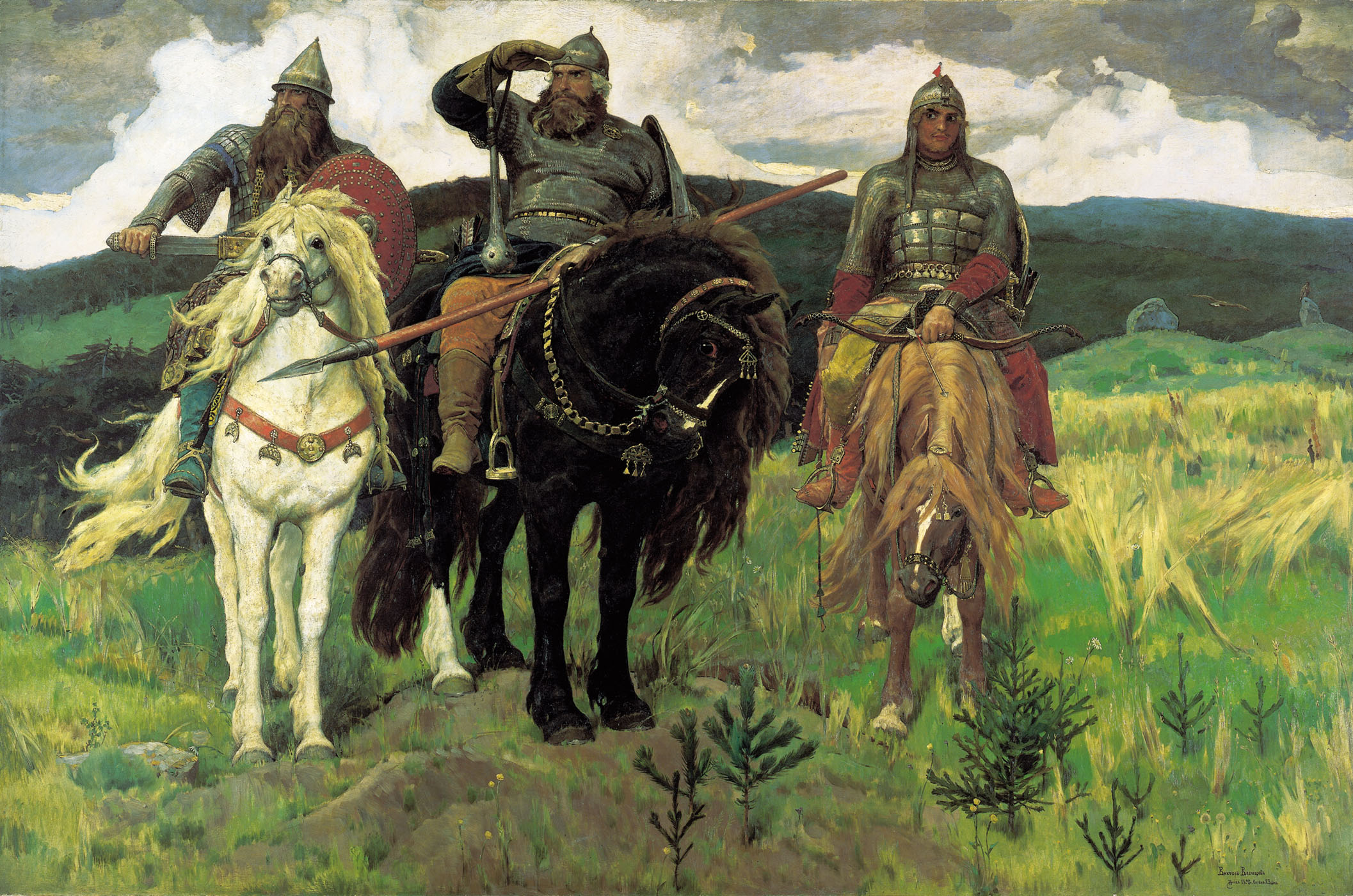
Obraz Wiktora Wasniecowa Mocarze przedstawia trzech najpopularniejszych bohaterów kijowskich bylin - Ilję Muromca, Dobrynię Nikiticza i Alosze Popowicza

Odrębne miejsce w dorobku literackim Rusi Kijowskiej zajmuje twórczość ludowa, ustna, której znaczna część, nigdy niezapisana, nie przetrwała. Przejawem folkloru Rusi Kijowskiej były pieśni związane z zawieraniem małżeństwa, śmiercią i pogrzebem. Epickie byliny, porównywane z twórczością Homera, a na gruncie słowiańskim z epickimi pieśniami serbskimi, opisują przygody „bogatyrów” – potężnych wojów broniących Rusi. Najstarsze byliny powtarzają motywy z przedchrześcijańskiej mitologii słowiańskiej i łączą postacie bohaterów z siłami natury. Młodsze byliny (znanych jest ok. 400 takich utworów) są utrzymane w duchu bardziej realistycznym, z reguły opisując czyny członków drużyny Włodzimierza Wielkiego, walczący z Chazarami i Połowcami. Najważniejszymi bohaterami bylin, regularnie przewijającymi się w tego typu utworach, są Ilja Muromiec, Dobrynia Nikiticz i Alosza Popowicz.

## Zobacz
- Historia literatury ukraińskiej